# Parallelia purpurata
Parallelia purpurata är en fjärilsart som beskrevs av William James Kaye 1901. Parallelia purpurata ingår i släktet Parallelia och familjen nattflyn. Inga underarter finns listade i Catalogue of Life.